# Bataille de Cheikh Hilal
Guerre civile syrienne
Batailles
La bataille de Cheikh Hilal a lieu les 20 – 21 mars 2015 lors de la guerre civile syrienne.

## Déroulement
Le 20 mars 2015, les troupes de l'État islamique lancent une attaque sur le village de Cheikh Hilal, à l'Est du gouvernorat de Hama, afin de couper la route reliant Hama à Alep. Les djihadistes assaillent plusieurs points de contrôle et des positions du régime,.
Le 23 mars, l'OSDH affirme qu'au moins 74 militaires et miliciens loyalistes sont morts au cours de l'attaque et que plusieurs autres sont portés disparus,. Un bilan ensuite revu à la hausse à 83 tués. Reuters rapporte également que selon un responsable syrien environ 70 personnes ont été tuées par l'EI, parmi lesquelles pourraient figurer des civils, des soldats en permission ou des miliciens. L'OSDH déclare cependant ne pas être en mesure de fournir un bilan pour les djihadistes.

## Suites
Un autre affrontement a lieu le 18 avril au point de contrôle de Wadi al-Azib, sur la route de Khanaser à Athrayya, dans l'est du gouvernorat de Hama, faisant au moins sept morts chez les loyalistes, neuf du côté des djihadistes. Selon l'OSDH, au total 142 soldats sont tués à Cheikh Hilal et ses environs en mars 2015.
Une autre attaque a lieu à Cheikh Hilal le 27 juin suivant, au moins 68 soldats et miliciens du régime sont tués selon l'OSDH.